# Taupadel (Nobitz)
Taupadel ist ein Ortsteil der ostthüringischen Gemeinde Nobitz im Landkreis Altenburger Land, drei Kilometer östlich von Schmölln.

## Geografie
Taupadel liegt im Süden des Altenburger Lands. Der Ort ist der südwestlichste Ortsteil der Gemeinde Nobitz. Angrenzende Gemarkungen sind neben der Stadt Schmölln selbst die Ortsteile Nitzschka, Großstöbnitz und Kleinmückern sowie Bornshain als einziger angrenzender Ortsteil der Gemeinde und Nörditz als Ortsteil von Gößnitz.

## Geschichte
Erstmals urkundlich erwähnt wird der Ort 1336 als Tupadel. Einstmals ein Sackgassendorf ist es heute als Straßendorf zu identifizieren und wahrscheinlich auf eine deutsche Gründung zurückzuführen. Der Ort war den Rittergutssitzen Maltis, Löhmigen und Zürchau zinspflichtig und war wohl niemals selbst ein solcher Sitz. Taupadel gehörte zum wettinischen Amt Altenburg, welches ab dem 16. Jahrhundert aufgrund mehrerer Teilungen im Lauf seines Bestehens unter der Hoheit folgender Ernestinischer Herzogtümer stand: Herzogtum Sachsen (1554 bis 1572), Herzogtum Sachsen-Weimar (1572 bis 1603), Herzogtum Sachsen-Altenburg (1603 bis 1672), Herzogtum Sachsen-Gotha-Altenburg (1672 bis 1826). Bei der Neuordnung der Ernestinischen Herzogtümer im Jahr 1826 kam der Ort wiederum zum Herzogtum Sachsen-Altenburg.
Nach der Verwaltungsreform im Herzogtum gehörte er bezüglich der Verwaltung zum Ostkreis (bis 1900) bzw. zum Landratsamt Ronneburg (ab 1900). Das Dorf gehörte ab 1918 zum Freistaat Sachsen-Altenburg, der 1920 im Land Thüringen aufging. 1922 kam es zum Landkreis Altenburg. In den vergangenen Jahrhunderten brannten häufig die Mehrzahl der Vierseithöfe im Ort ab, so fünf Stück im Jahre 1641 zur Zeit des Dreißigjährigen Kriegs durch schwedische Soldaten. Dann brannten 1781 sieben Höfe nieder. Im Jahre 1906 kam es dann zum Brand in einer Scheune und eines Kuhstallgebäudes. Eine Freiwillige Feuerwehr wurde allerdings erst 1934 gegründet. Bereits 1907 bekam Taupadel einen Telefonanschluss und 20 Jahre später eine elektrische Straßenbeleuchtung. In Taupadel existierte eine Dampfmolkerei, die am 14. Januar 1905 gegründet wurde und am 16. Oktober des gleichen Jahres ihre Arbeit aufnahm. Eine Käserei wurde 1934 eingebaut. Allerdings wurde bereits fünf Jahre später eine Großmolkerei in Meerane erbaut und so wurde die hier ansässige geschlossen. In diesem Gebäude war ab Gründung der LPG Vorwärts 1952 deren Büro eingerichtet.
Bei der zweiten Kreisreform in der DDR wurden 1952 die bestehenden Länder aufgelöst und die Landkreise neu zugeschnitten. Somit kam Taupadel mit dem Kreis Schmölln an den Bezirk Leipzig, der seit 1990 als Landkreis Schmölln zu Thüringen gehörte und 1994 im Landkreis Altenburger Land aufging. Am 25. August 1961 wurde Bornshain nach Taupadel eingemeindet. Am 8. März 1994 trat die Gemeinde Taupadel der Verwaltungsgemeinschaft Saara bei. Diese wurde am 1. Januar 1996 aufgelöst und bis auf die Gemeinde Großstöbnitz in die Einheitsgemeinde Saara überführt. Die Gemeinde hatte am Vortag ihrer Eingemeindung am 31. Dezember 1995 382 Einwohner, das sind 14 weniger als ein Jahr zuvor. Mit der Eingemeindung von Saara am 31. Dezember 2012 kam Taupadel zur Gemeinde Nobitz.

### Einwohnerentwicklung
- 1583 – 100
- 1847 – 172
- 1910 – 218[3]
- 1933 – 228[7]
- 1948 – 385
- 1981 – 220
- 2013 – 198[8]

## Sehenswürdigkeiten
Südlich des Ortes befindet sich ein Teich, der in den vergangenen Jahren renaturiert wurde. Im Jahre 1872 wurden an diesem sieben Linden gepflanzt, die an alle sieben Kriegsteilnehmer des Deutsch-Französischen Krieges 1871 erinnerten, welche unbeschadet zurückkamen. Des Weiteren existiert ein Landgasthof mit einem Tanzsaal, in dem verschiedene Veranstaltungen stattfinden, wie einmal monatlich ein Seniorentanztreff.
Weiterhin befindet sich nördlich in Richtung Kleinmückern das Waldstück Klinge. Es handelt sich hierbei um ein aufgrund seiner landschaftlichen Lage seit Jahrhunderten unerschlossenes, eng begrenztes Gebiet. Steile und schlecht bewirtschaftbare Hänge ermöglichten es, dass hier ein kleiner mitteleuropäischer „Urwald“ entstehen konnte. In dessen Nähe befindet sich ein kleiner Teich, der die erste Quelle des an der Wasserscheide zwischen Sprotte und Pleiße entspringenden Baches, der in die Sprotte mündet, darstellt. In den 1960er Jahren wurden die ersten 500 Meter allerdings verrohrt.